# Чемпіонат Тайваню з футболу
Прем'єр-ліга Тайваню (кит.: 台灣企業甲級足球聯賽, англ. Taiwan Football Premier League) — вищий дивізіон чемпіонату футбольних клубів у Республіці Китай, що проводиться під егідою Футбольної асоціації Китайського Тайбею з 2017 року.

## Історія
Прем'єр-ліга Тайваню була заснована у 2017 році, замінивши собою Міжміську футбольну лігу, що була найвищим дивізіоном країни з 2007 по 2016 рік.
Чемпіонат було повернуто на систему весна-осінь і він став тривати майже цілий рік з квітня по жовтень. У Прем'єр-лізі в першому сезоні взяло участь 8 команд, які в першому сезоні зіграли в 4 кола і за результатами 28 турів дві найкращі команди розіграли титул чемпіона у фінальному матчі. Переможцем став клуб «Датун», який лише за різницею м'ячів (0:0, 1:1) обіграв «Тайпауер». 
У наступні два сезони «Датун» знову ставав чемпіоном, втім формат змагання змінився і 8 клубів у триколовому турнірі напряму визначали чемпіона.

## Список чемпіонів
| Сезон | Чемпіон | Віцечемпіон | 3 місце    |
| ----- | ------- | ----------- | ---------- |
| 2017  | «Датун» | «Тайпауер»  | «Хан Юень» |
| 2018  | «Датун» | «Тайпауер»  | «Хан Юень» |
| 2019  | «Датун» | «Тайпауер»  | «Хан Юень» |